# Scorpion (album d'Eve)
Pour les articles homonymes, voir Scorpion (homonymie).
Albums de Eve
Let There Be Eve...Ruff Ryder's First Lady
(1999) Eve-Olution
(2002)
Singles
1. Who's That Girl?
Sortie : 8 février 2001
2. Let Me Blow Ya Mind
Sortie : 15 mai 2001

Scorpion est le deuxième album studio d'Eve, sorti le 6 mars 2001.
Il s'est classé 1er au Top R&B/Hip-Hop Albums et 4e au Billboard 200 et a été certifié disque de platine par la RIAA le 10 mai 2001.

## Liste des titres
| No  | Titre                                                                               | Contient un (des) sample(s) de              | Durée |
| --- | ----------------------------------------------------------------------------------- | ------------------------------------------- | ----- |
| 1.  | Intro (Produit par Jay « Icepick » Jackson)                                         |                                             | 0:18  |
| 2.  | Cowboy (Produit par Swizz Beatz)                                                    |                                             | 3:15  |
| 3.  | Who's That Girl? (Produit par Teflon)                                               |                                             | 4:42  |
| 4.  | Let Me Blow Ya Mind (featuring Gwen Stefani – Produit par Dr. Dre)                  |                                             | 3:49  |
| 5.  | 3 Way (Skit) () (featuring Erex et Stevie J. – Produit par Jay « Icepick » Jackson) |                                             | 0:41  |
| 6.  | You Had Me, You Lost Me (Produit par Stevie J.)                                     |                                             | 4:21  |
| 7.  | Got What You Need (featuring Drag-On – Produit par Swizz Beatz)                     |                                             | 3:52  |
| 8.  | Frontin' (Skit) (featuring Mo'nique – Produit par Jay « Icepick » Jackson)          |                                             | 0:43  |
| 9.  | Gangsta Bitches (featuring Trina et Da Brat – Produit par Swizz Beatz)              |                                             | 4:24  |
| 10. | That's What It Is (featuring Styles P. – Produit par Dr. Dre)                       |                                             | 3:40  |
| 11. | Scream Double R (featuring DMX – Produit par DJ Shok)                               |                                             | 3:41  |
| 12. | Thug in the Street () (featuring The LOX et Drag-On – Produit par Swizz Beatz)      |                                             | 5:02  |
| 13. | No, No, No (featuring Damian Marley et Stephen Marley – Produit par Stephen Marley) | You Don't Love Me (No, No, No) de Dawn Penn | 5:37  |
| 14. | You Ain't Gettin None (Produit par Dame Grease)                                     |                                             | 4:11  |
| 15. | Life Is So Hard (featuring Teena Marie – Produit par DJ Shok)                       |                                             | 4:55  |
| 16. | Be Me (featuring Mashonda Tifrere – Produit par DJ Shok)                            |                                             | 4:09  |

| 17. | Love Is Blind (featuring Faith Evans) | 3:51 |

| 17. | Love Is Blind (featuring Faith Evans) | 3:51 |
| 18. | Got It All (featuring Jadakiss)       | 3:35 |

| 17. | Scenario 2000 (featuring DMX et Drag-On) | 5:25 |